# 西田優大
西田 優大（にしだ ゆうだい、1999年〈平成11年〉3月13日 - ）は、日本のプロバスケットボール選手。徳島県海部郡海陽町出身。ポジションはシューティングガード。Bリーグ B1・シーホース三河所属。身長190cm・90kg。左利き。

## 来歴
小3でバスケットボールを本格的に始める。海陽町立海陽中学校では全国大会に縁がなかったものの、U-16日本代表の合宿に参加していた。
福岡大学附属大濠高等学校では1年次にインターハイ優勝とウィンターカップ準優勝を経験、3年次にはU-18アジア選手権大会に日本代表として出場。
東海大学に進学し、2018年と2020年の全日本大学選手権で優勝し、優秀選手賞を受賞。
3年次の2019年12月に名古屋ダイヤモンドドルフィンズと特別指定選手契約を締結。12月28日のSR渋谷戦から出場した
4年次の2020年12月、新潟アルビレックスBBと正式契約し、プロ選手となった。
2021年アジアカップ予選に出場する日本代表候補に選出される。
2021-22シーズン、シーホース三河に移籍。2022年3月23日の名古屋ダイヤモンドドルフィンズ戦で自己最多の30得点を記録した。このシーズンの新人賞を受賞した。

## 人物
- 父は徳島県リーグに所属したバスケットボール選手で、弟2人も東海大学のバスケットボール選手で[2]、そのうちのひとりである西田公陽は2024年に三河に特別指定選手として登録された[10]。
- リリー・フランキーの絵本「おでんくん」の主人公に顔が似ていることから、ニックネームは「おでんくん」[11]。本人も気に入ってるようで、TwitterやInstagramのアカウント名にも使っている。

## 所属歴
- 福岡大学附属大濠高等学校
- 東海大学
  - 名古屋ダイヤモンドドルフィンズ（2019年12月 - 2020年）※特別指定選手
- 新潟アルビレックスBB（2020年 - 2021年）
- シーホース三河（2021年 - ）

## 日本代表歴

### 育成年代
- 2015年 FIBAアジアU-16選手権 4位
- 2016年 FIBAアジアU18カップ 準優勝
- 2017年 FIBA U19ワールドカップ 10位

### A代表
- 2017年 バスケットボール男子日本代表候補強化合宿参加[12]
- 2021年 FIBAアジアカップ予選の中国戦で初出場。
- 2023年
  - 2023年FIBAバスケットボール・ワールドカップ アジア地区予選
  - 2023年FIBAバスケットボール・ワールドカップ

## 個人成績
| シーズン | チーム | GP | GS | MPG   | FG%  | 3P%  | FT%  | RPG | APG | SPG | BPG | TO   | PPG  |
| -------- | ------ | -- | -- | ----- | ---- | ---- | ---- | --- | --- | --- | --- | ---- | ---- |
| 2020-21  | 新潟   | 28 | 9  | 20.4  | .365 | .263 | .719 | 1.8 | 1.5 | .5  | .2  | 1.1  | 5.4  |
| 2021-22  | 三河   | 53 | 53 | 28.3  | .473 | .332 | .770 | 1.9 | 2.6 | .7  | .3  | 1.2  | 11.6 |
| 2022-23  | 三河   | 59 | 58 | 28.11 | .467 | .389 | .656 | 2.2 | 2.8 | .93 | .27 | 1.58 | 11.3 |
| 2023-24  | 三河   | 0  | 0  | 0.0   | .000 | .000 | .000 | 0.0 | 0.0 | .00 | .00 | 0.00 | 00.0 |

## 受賞歴
- Bリーグアワードショー2021-22新人賞